# Ślepowron (zwyczajny)
Ślepowron (zwyczajny) (Nycticorax nycticorax) – gatunek dużego ptaka brodzącego z rodziny czaplowatych (Ardeidae), zamieszkującego wszystkie kontynenty prócz Australii i Antarktydy.

## Podgatunki i zasięg występowania
Ślepowron występuje w zależności od podgatunku:
- Nycticorax nycticorax nycticorax – zachodnia, środkowa i południowa Europa, Bliski Wschód, Azja południowa, centralna i wschodnia po Japonię i Timor, Afryka z Madagaskarem.
- Nycticorax nycticorax hoactli – Ameryka od południowej Kanady po północną Argentynę, Hawaje.
- Nycticorax nycticorax obscurus – Chile i Argentyna po Ziemię Ognistą.
- Nycticorax nycticorax falklandicus – Falklandy.

Północne populacje wędrowne.
W Polsce to ptak bardzo nielicznie i lokalnie lęgowy. Gniazduje głównie w dolinie górnej Wisły (z tego powodu jest symbolem Ziemi Oświęcimskiej), w innych rejonach kraju sporadycznie, np. w dolinie Nidy, dolinie Narwi, w Parku Narodowym „Ujście Warty” czy nad zbiornikiem Jeziorsko. Na przelotach obserwowany na terenie całego kraju, choć dużo częściej na południu. Polska populacja odlatuje do Afryki Równikowej we wrześniu i październiku, a wraca pod koniec marca i w kwietniu.

## Morfologia
WyglądPtak znacznie mniejszy od czapli siwej, nieco większy od wrony. Krępa sylwetka. Głowa, szyja i spód białe, na głowie czarna czapeczka. Czarny również grzbiet, a skrzydła, pokrywa nadogonowa i ogon szare. W okresie godowym z głowy wyrastają dwa długie białe pióra ozdobne. Pełną gracji sylwetkę uzupełnia czerwona tęczówka. Samica i samiec wyglądają podobnie, ich upierzenie spoczynkowe różni się brakiem piór ozdobnych. U N. n. hoactli czapka dochodzi niemal do oka, a nogi w okresie godowym mają kolor łososiowy. N. n. falklandicus występuje w dwóch odmianach barwnych – jaśniejszej, która jest podobna do N. n. nycticorax, i ciemniejszej. N. n. obscurus jest najciemniejszy i największy, o czarnobrązowym spodzie ciała.
Wymiary średniedługość ciała ok. 60–65 cm
rozpiętość skrzydeł ok. 105–110 cm
masa ciała ok. 500–800 g

## Ekologia i zachowanie

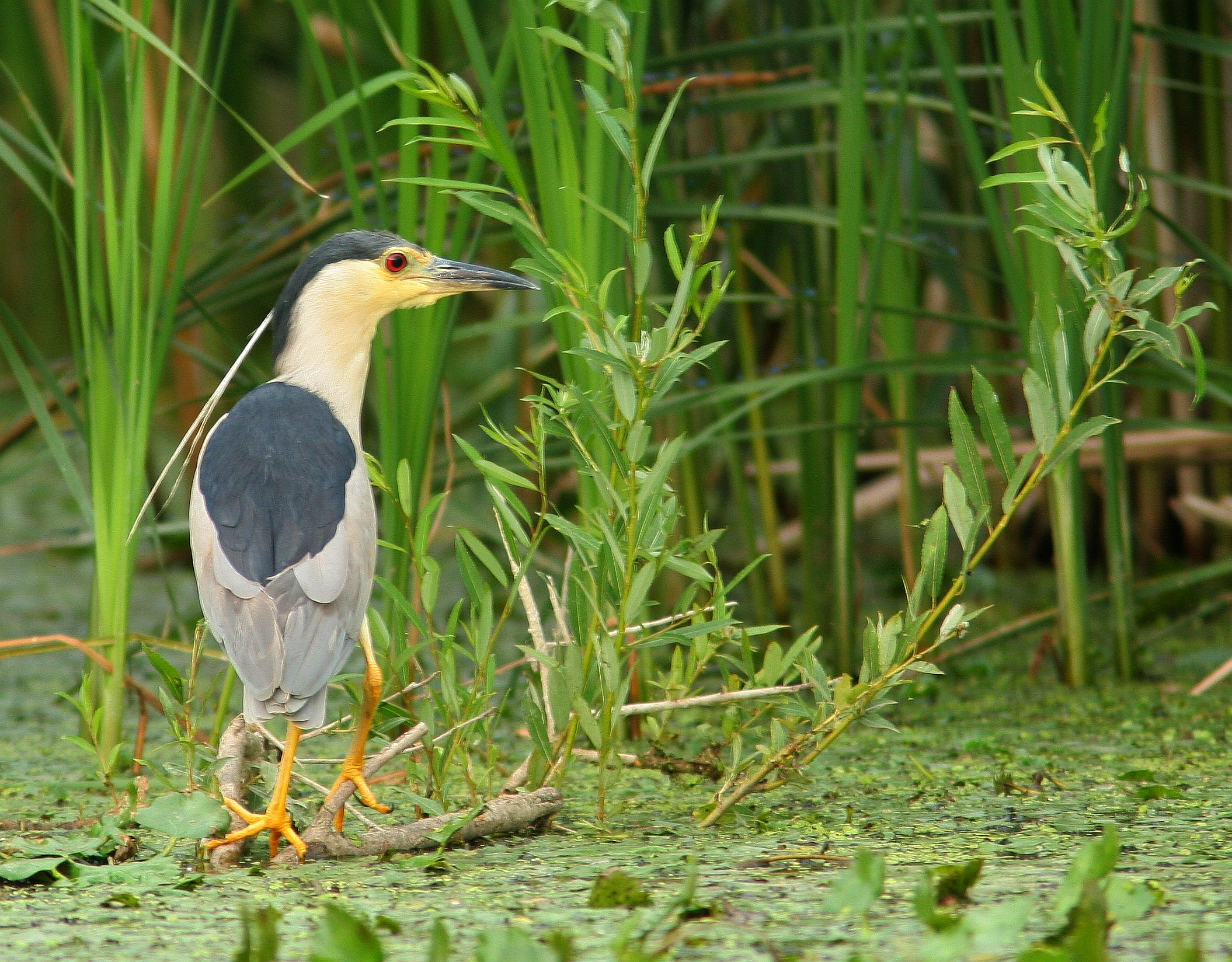
Ślepowron w naturalnym środowisku

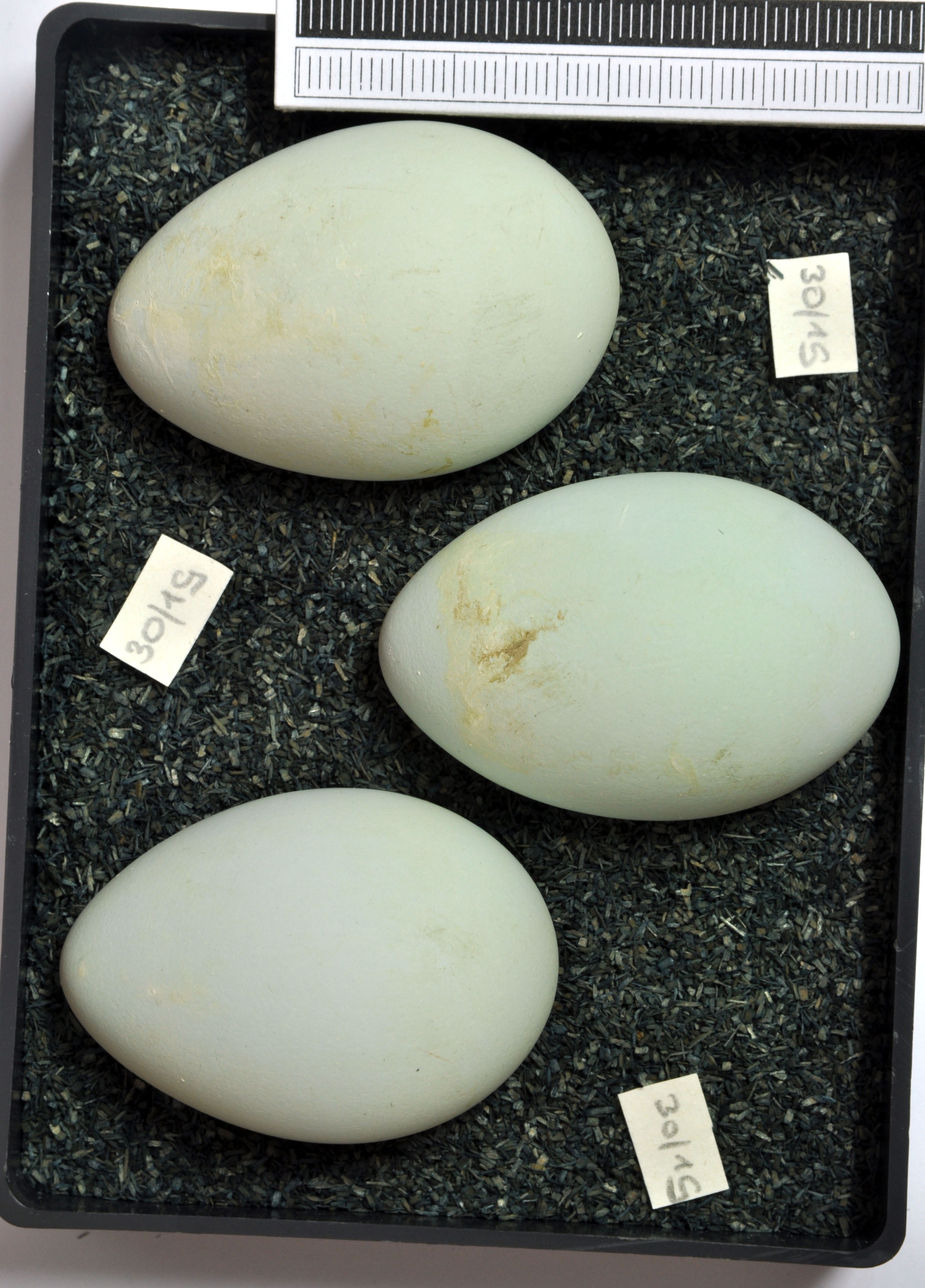
Jaja z kolekcji muzealnej

BiotopZabagnione brzegi zbiorników wody, zarówno słodkiej jak i słonej.
ZachowanieProwadzi nocny tryb życia – poluje głównie rano i wieczorem. W ciągu dnia odpoczywa na drzewach i krzewach, o zmierzchu wylatuje na żerowiska oddalone o parę kilometrów od gniazda, na płytkich stawach i rzekach. W locie widać jego zaokrąglone, szerokie skrzydła oraz skurczoną szyję. Lata cicho, podobnie jak sowa. Zarówno w powietrzu, jak i w spoczynku często wydaje dźwięk „kuak”.
PożywienieZwierzęta wodne – głównie ryby, płazy i różne owady. Skład diety uzupełniają skorupiaki, małe ssaki i gady (takie jak jaszczurki czy zaskrońce), ślimaki, pająki, pijawki czy młode ptaki.
Powrót na lęgowiska i tokiNa lęgowiska wracają falami w marcu i kwietniu, a gniazdowanie trwa od kwietnia do lipca. Przeloty odbywają się nocą, wyjątkowo obserwowano je w ciągu dnia. Toki zaczynają się po tygodniu wypoczynku. Ptaki te stroszą wtedy pióra, klaskają dziobami i jako podarki (tylko symboliczne) składają gałązki. Po skojarzeniu się w pary samica zaczyna budowę gniazda.
GniazdoKonstrukcja o średnicy 30–40 cm, na krzewie, w zaroślach lub na drzewie z gałązek przynoszonych przez samca (buduje samica). W Polsce preferuje wierzby i krzewy czarnego bzu. Tworzy kolonie, nawet z innymi ptakami, nad jeziorami i rzekami o wolnym prądzie, na wysepkach w kompleksach stawów hodowlanych i w zalanych żwirowniach, na bagnach.
JajaW ciągu roku wyprowadza jeden, rzadziej dwa lęgi, składając w różnych porach roku 3 do 6 zielonkawych jaj.
WysiadywanieJaja wysiadywane są przez okres 21 do 23 dni przez obydwoje rodziców, którzy regularnie zmieniają się co 2–3 godziny. Pisklęta opuszczają gniazdo po 3–4 tygodniach, kiedy zaczynają już wspinać się po pobliskich gałęziach. Na początku nie potrafią zachować stałej temperatury ciała, więc rodzice ogrzewają je przez 10–12 dni. Mają długi, jasnobrązowy puch, gdy podrosną pióra są tej samej barwy, ale z jasnymi plamami. Samodzielne stają się po 7 tygodniach. Dojrzałość osiągają po 2–3 latach.

## Status i ochrona
IUCN uznaje ślepowrona za gatunek najmniejszej troski (LC – Least Concern) nieprzerwanie od 1988 roku. Liczebność światowej populacji, według szacunków organizacji Wetlands International z 2015 roku, mieści się w przedziale 0,57–3,73 milionów osobników. Globalny trend liczebności populacji uznawany jest za spadkowy.
W Polsce jest objęty ścisłą ochroną gatunkową oraz wymaga ochrony czynnej. Na Czerwonej liście ptaków Polski został sklasyfikowany jako gatunek najmniejszej troski (LC). Według szacunków programu Monitoring Ślepowrona (MSL), w latach 2013–2018 populacja tego ptaka na terenie kraju liczyła 763–1225 par lęgowych. Szacuje się, że pomiędzy 1980 a 2018 rokiem liczebność ślepowrona w Polsce wzrosła o 1500–2300%. W samej tylko Dolinie Górnej Wisły w porównaniu z danymi z roku 1990, kiedy znane były tu tylko 2 kolonie lęgowe, liczebność gatunku wzrosła ponad 15-krotnie. Liczba gniazd w przeciągu lat 2014–2024 wzrosła tu z 873 do 1275 par lęgowych. Ptaki gniazdują tu w 21 miejscach i w czterech ostojach Natura 2000, a ich udział w całej krajowej populacji lęgowej stanowi średnio 88,4%..

## Zdjęcia

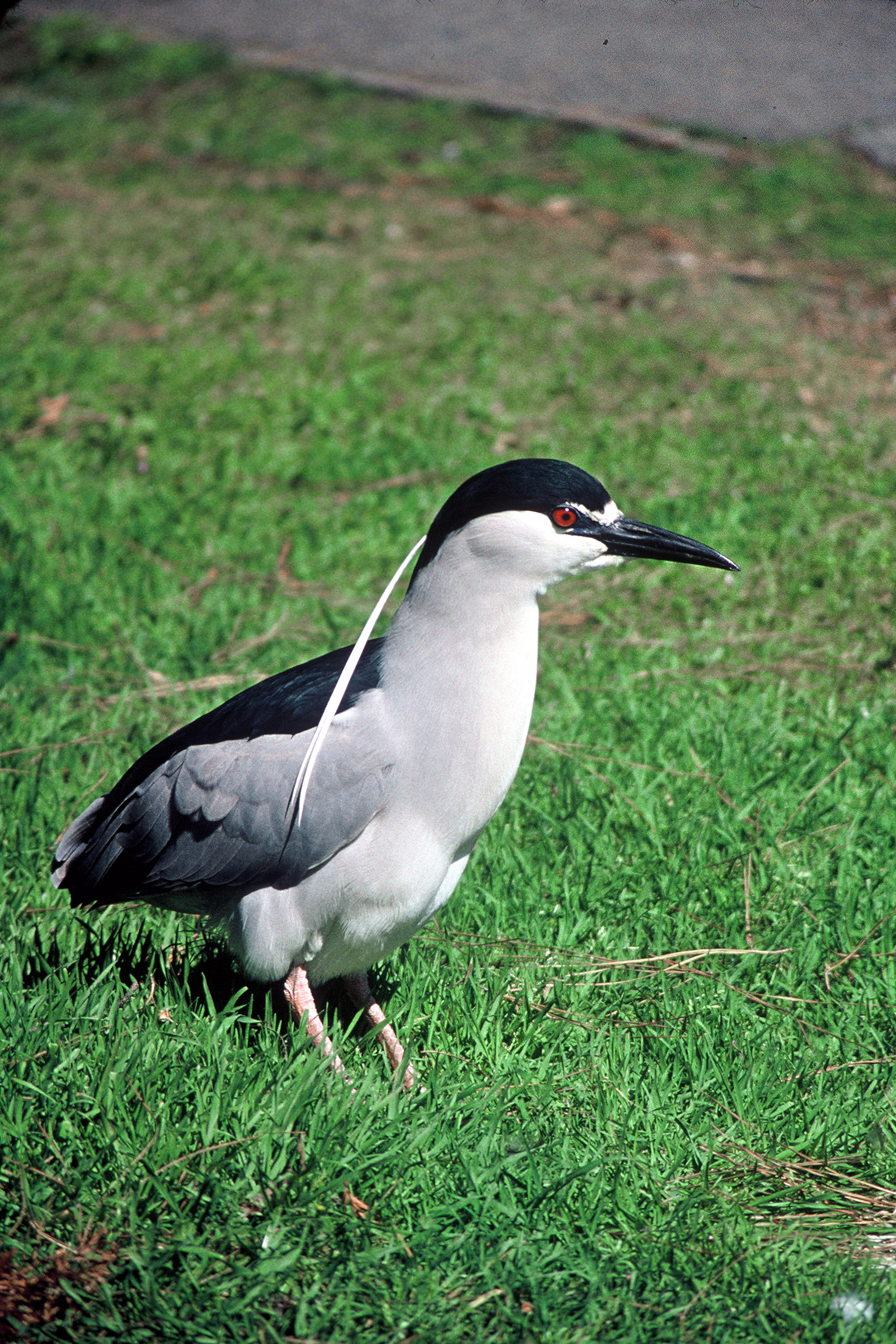
Widoczne dwa długie białe pióra wyrastające z głowy
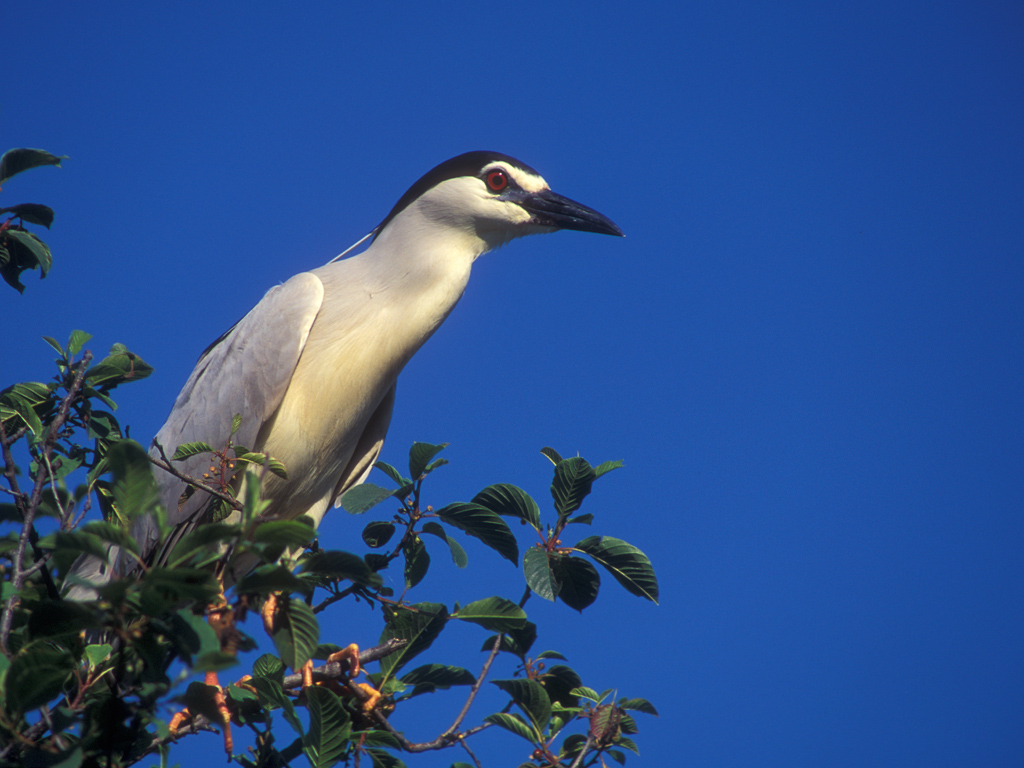
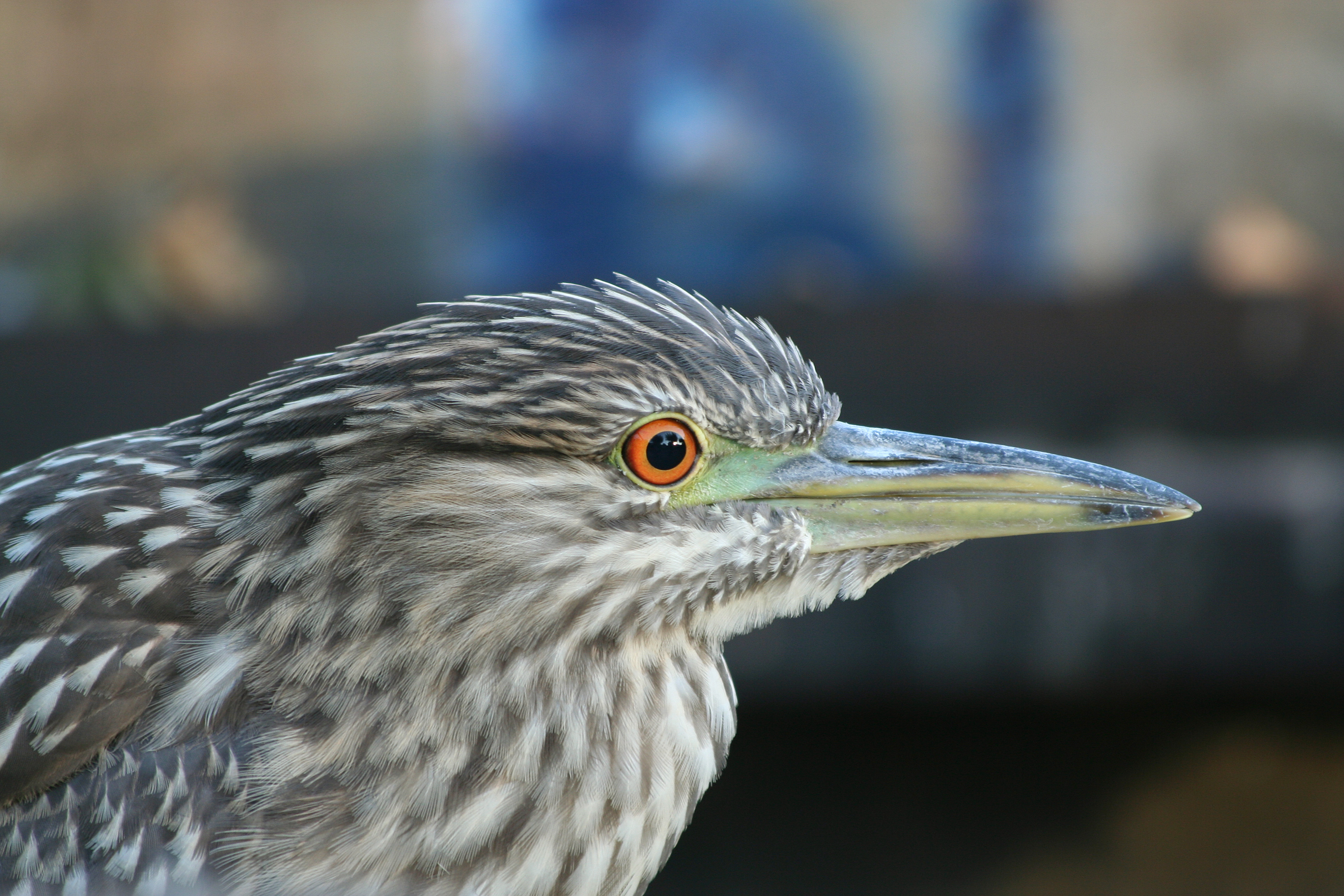
Młody osobnik
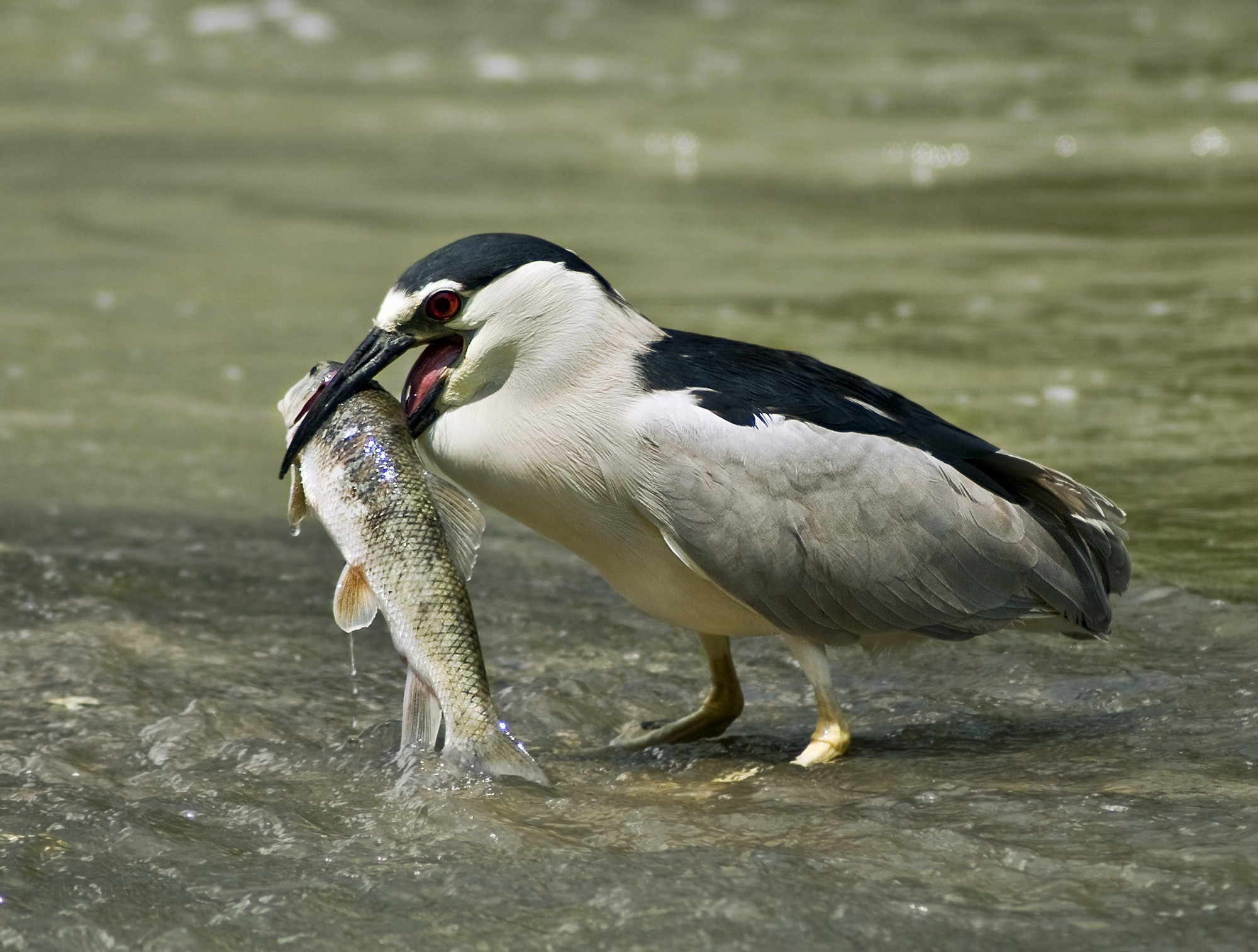
Żerowanie